# Nicolò Rode
Nicolò Rode (Mali Lošinj, 1 januari 1912 - Verona, 4 mei 1998) was een Italiaans zeiler.
Rode won in 1939 samen met zijn vaste partner Agostino Straulino de zilveren medaille tijdens de wereldkampioenschappen in de star. Negen jaar later evenaarden Rode en Straulino deze prestatie. Tijdens de Olympische Zomerspelen 1948 behaalde Rode samen met Straulino de vijfde plaats in de star. In 1952 werden Rode en Straulino voor de eerste maal wereldkampioen. Tijdens de Olympische Zomerspelen 1952 wonnen Rode en Straulino de gouden medaille. In 1953 prolongeerde Rode samen met Straulino in eigen land zijn wereldtitel in de star. In 1956 werden Rode en Straulino voor de derde keer wereldkampioen. Tijdens de Olympische Zomerspelen 1956 moesten Rode en Straulino genoegen nemen met de zilveren medaille.

## Wereldkampioenschappen[1]
| Jaar | Plaats        | Resultaten |
| ---- | ------------- | ---------- |
| 1939 | Kiel          | star       |
| 1948 | Cascais       | star       |
| 1950 | Chicago       | 5e star    |
| 1951 | Gibson Island | 6e star    |
| 1952 | Cascais       | star       |
| 1953 | Napels        | star       |
| 1954 | Cascais       | star       |
| 1955 | Havana        | 13e star   |
| 1956 | Napels        | star       |

## Olympische Zomerspelen
| Jaar | Plaats    | Resultaten |
| ---- | --------- | ---------- |
| 1948 | Londen    | 5e star    |
| 1952 | Helsinki  | star       |
| 1956 | Melbourne | star       |